# Clapping (médecine)
 (octobre 2022).
Si vous disposez d'ouvrages ou d'articles de référence ou si vous connaissez des sites web de qualité traitant du thème abordé ici, merci de compléter l'article en donnant les références utiles à sa vérifiabilité et en les liant à la section « Notes et références ».
Pour les articles homonymes, voir Clapping.
Le clapping est une ancienne technique anglo-saxonne de kinésithérapie respiratoire visant à mobiliser les sécrétions bronchiques par l'intermédiaire de percussions de la paume des mains réalisées au niveau de la cage thoracique. 

## Description
La main placée en cuillère est censée amortir le choc et transmettre de manière pneumatique l'onde de choc, visant une supposée modification des caractéristiques thixotropiques du mucus et des mucosités bronchiques. Or il a été clairement démontré que les percussions, vibrations et méthodes apparentées n'avaient aucune action sur la fluidité des mucosités. Cette technique proscrite en France depuis 1994 est donc actuellement interdite, à la suite d'un constat global d'inefficacité, voire à une relative dangerosité, puisque de nombreux cas de subluxations costales, d'irritation des nerfs intercostaux... ponctuent la littérature sur cette technique.
Les techniques dites de drainage actif ou passif permettant l'accélération du flux expiratoire (AFE) remplacent dorénavant le Clapping. Il s'agit dès lors pour exemple chez le nourrisson, de comprimer simultanément la cage thoracique et l'abdomen au moment de l'expiration. Cela correspond à l'accentuation du phénomène naturel que chaque être humain mobilise lorsqu'il est encombré au niveau respiratoire ; à savoir une inspiration profonde, suivi d'une expiration forcée, rapide avec une forte participation des abdominaux et du diaphragme. C'est la vitesse du flux aérien qui va dès lors entrainer les sécrétions. Or, le nourrisson dont les voies respiratoires sont encombrées, n'ayant pas encore acquis ce réflexe de protection, va progressivement diminuer son activité physique, donc diminuer ses besoins en O².[réf. nécessaire]